# 寶石寵物電影 甜品舞公主
《寶石寵物電影 甜品舞公主》是寶石寵物的電影。由東京電視台製作，為寶石寵物系列動畫的第一部電影。登場角色有寶石寵物以及甜點寵物。
香港以「寶石寵物 甜品公主」為名，於2013年8月3日在無綫兒童台首播。台灣以「寶石寵物 電影版 甜點王國舞蹈公主」，於2013年11月25日上市發售。

## 簡介
從2009年中開始了『寶石寵物』系列的電視動畫版，『寶石寵物』的第一部劇場作品。但是世界觀和電視動畫的各個作品並沒有關係，本作是獨立的故事，而且由不同的工作人員制作。
本劇上映時有39隻寶石寵物和12隻甜品寵物，本作有一隻初登場的甜品寵物「古咪咪」加入，共有52隻動物角色登場。
主題曲上映時會使用「寶石寵物 Kira☆Deco！」的片尾曲，由蘆田愛菜主唱，同時，她會配主要角色「瑪娜公主」。

## 故事大綱
故事的舞台是寶石樂園的鄰國「甜品樂園」。寶石寵物露比等人們，打算慶祝公主的生日而為公主準備了生日會，想藉此獻上長久練習的舞蹈。然而，在準備生日會的時候，從天空中降下了神秘的甜品寵物古咪咪！從牠的特徵看來，是個男孩甜品寵物，但牠的真正身份是……！？

## 登場角色
登場角色分別有「寶石寵物」和「甜品寵物」，以及甜點王國的人類角色。

### 寶石寵物
露比（Ruby）
配音員：日本：齋藤彩夏／香港：何璐怡／台：龍顯蕙
一隻女性日本兔。
眼中的寶石是紅寶石。
個性活潑。看到甜點會一直流口水。負責站在中間舞台領導跳舞。將失憶古咪咪命名為大食仔。希望能和古咪咪成為永遠的好朋友。
佳娜德（Garnet）
配音員：日本：平野綾／香港：林元春／台：李明幸
一隻女性波斯貓。
眼中的寶石是石榴石。
形象很時尚且愛扮成人。個性激動。
莎菲（Sapphie）
配音員：日本：佐佐木望／香港：朱妙蘭／台：黃珽筠
一隻女性查理斯王小獵犬。
眼中的寶石是藍寶石。
奈娜（Labra）
配音員：日本：澤城美雪／香港：劉惠雲／台：黃珽筠
一隻女性北極熊。
眼中的寶石是拉長石。
雖然牠擁有潛藏強大的神奇力量，牠仍是嬰兒所以不能使用得得心應手。哭泣時會產生巨大能量。語尾為「拉布」。
安祖娜（Angela）
配音員：日本：豐崎愛生／香港：成瑤孆／台：李明幸
一隻女性羊駝。
眼中的寶石是天使石。
平常很溫柔，但憤怒時卻很恐怖！？語尾為「啪卡」。
查洛特（Charotte）
配音員：日本：MAKO／香港：何寶珊／台：林美秀
一隻女性蜜蜂。
眼中的寶石是夏洛石。
很喜歡蜂蜜。能自行在空中飛。
積斯巴（Jasper）
配音員：日本：KENN／香港：周倚天／台：林谷珍
一隻男性印度豹。
眼中的寶石是碧玉。
負責開啟通往甜點王國的寶石寵物。說話很直。
珊瑚（Sango）
配音員：日本：清水愛／香港：陳皓宜
一隻女性虎斑貓。
眼中的寶石是紅珊瑚。
非常愛吃甜點。語尾為「喵」。

### 甜點王國
瑪娜公主（Mana Princess）
配音員：日本：蘆田愛菜／香港：凌晞／台：林美秀
本劇的主角。甜品樂國的公主。
故事開始時正為她舉行7歲生日會。
是個不但可愛且有勇氣的女子。擅長繪畫，希望能成為人氣漫畫家。提倡自由戀愛，拒絕依照傳統和現任公爵結婚。
國王
配音員：日本：長／香港：譚炳文
王妃
配音員：日本：西村千奈美／香港：沈小蘭
大臣
配音員：日本：松山鷹志／香港：李錦綸
克雷姆·多·布魯雷公爵（Duke Creme de Brûlée）
配音員：日本：下和田裕貴／香港：張方正

### 甜品寵物
櫻桃（Sakuran）
配音員：日本：日高里菜／香港：張頌欣
是一隻櫻餅的甜品寵物。
泡芙蓮（Eclan）
配音員：日本：齋藤千和／香港：陸惠玲
是一隻法式泡芙的甜品寵物。
瑪卡瓏妮（Macaronia）
配音員：日本：松來未祐／香港：林芷筠
是一隻馬卡龍的甜品寵物。
蜜瓜蓮娜（Melorina）
配音員：日本：大亀明日香／香港：黃瑩瑩
是一隻蜜瓜包的甜品寵物。甜甜香味是他的強項。
冬甩東拿（Donadona）
配音員：日本：藤田咲／香港：林丹鳳
是一隻甜甜圈的甜品寵物。外表為全身都是洞，認為這樣很酷。
蜜糖兒（Honey）
配音員：日本：松藤愛奈／香港：羅杏芝
是一隻蜂蜜窩夫的甜品寵物。外表濃稠又香。
布甸琪（Purinki）
配音員：日本：向井萌惠／香港：吳羨婷
是一隻香蕉布甸的甜品寵物。外表很滑嫩。語尾為「布琳」。
古咪咪（柏菇君）（Gumimin（Paku-kun））
配音員：日本：小林由美子／香港：梁少霞
是一隻不可思議的甜品寵物。牠突然在露比等人練習跳舞時在甜品樂國的天空中降下。牠的真實身份是古代傳說中的甜點寵物，是一隻為拯救甜點王國而誕生的甜點寵物。
所代表甜點為軟糖。
朱古妮（Chocolat）
配音員：日本：三宅麻理惠／香港：吳羨婷
是一隻巧克力冰淇淋的甜品寵物。
馬高（Maco）
配音員：日本：MAKO／香港：黃昕瑜
是一隻馬卡龍的甜品寵物。馬卡龍四兄妹中的長女。
羅高（Roco）
配音員：日本：大亀明日香／香港：雷碧娜
是一隻馬卡龍的甜品寵物。馬卡龍四兄妹中的次女。
卡高（Kaco）
配音員：日本：三宅麻理惠／香港：袁淑珍
是一隻馬卡龍的甜品寵物。馬卡龍四兄妹中的長男。
歌瓏（Coron）
配音員：日本：藤田咲／香港：黃麗芳
是一隻馬卡龍的甜品寵物。馬卡龍四兄妹中的次男。

### 其他人物
茱莉娜女王
配音員：日本：清水愛／香港：朱妙蘭
侍從
配音員：日本：下崎紘史／香港：李錦綸
水城花音
《寶石寵物 Sunshine》中的登場角色。在舞蹈教室中教導寶石寵物們跳舞。
螺子川
《寶石寵物 Sunshine》中的登場角色。變身成車子載著鈴子等人。
櫻明
《寶石寵物 Twinkle☆》中的登場角色。與祐馬共同參觀寶石王國。並目擊到前往舞蹈教室聚會的露比。
神內祐馬
《寶石寵物 Twinkle☆》中的登場角色。與櫻明共同參觀寶石王國。並目擊到前往舞蹈教室聚會的露比。
紅玉鈴子
《寶石寵物》中的登場角色。乘坐於螺子川改造的車子向大家微笑。
朝岡南
《寶石寵物》中的登場角色。乘坐於螺子川改造的車子向大家揮手。
有栖川葵
《寶石寵物》中的登場角色。乘坐於螺子川改造的車子欣賞寶石王國。

## 工作人員
- 原作 - Sanrio、Sega Toys
- 監督 - 櫻井弘明
- 劇本 - 山田隆司
- 分鏡 - 櫻井弘明、福田道生
- 演出 - 島崎奈奈子、德本善信、櫻井弘明
- 人物設定 - 宮川知子、小田嶋瞳
- 總作畫監督補助 - 鶴田愛
- 作畫監督 - 一川孝久、新保卓郎、野田康行、飯田清貴
- 作畫監督補助 - 加藤壯
- 客席角色作畫監督 - 伊部由起子、藤田麻理子
- 動畫檢查 - 小川紗依里、栁澤薰、下地聰子
- 美術監督 - 相原澄子、武藤正敏
- 色彩設計 - 大槻ひろ子
- 攝影監督 - 五十嵐慎一
- CG監督 - 佐藤淳也
- CG主管 - 菅友彥
- 編輯 - 中葉由美子
- 音響監督 - 岩浪美和
- 音樂 - 前口涉
- 音樂制作 - 環球音樂、東宝、We've Inc.
- 音樂總監 - 甲克裕（Smile Company Ltd.）
- 主題曲制作人 - 村上葉子
- 動畫制作人 - 茂垣弘道、別府幸司
- 動畫制作 - STUDIO COMET
- 動畫制作協力 - Bridge
- 製作 - 電影寶石寵物製作委員會（Sanrio、Sega Toys、東寶、AT-X、環球音樂、東京電視台、大阪電視台、We've Inc.、SHOWA NOTE、BANDAI、創通、FURYU CORPORATION、MediaNet）
- 配給 - 東寶映像事業部

## 主題曲
片頭曲（夢之魔法）
作詞 - 渡邊夏美／作曲 - 野中博史／編曲 - h-wonder／歌 - 蘆田愛菜
片尾曲（永遠永遠的朋友）
作詞 - 淺利進吾、渡邊夏美／作曲 - 淺利進吾／編曲 - h-wonder／歌 - 蘆田愛菜
插入歌（Happy Lucky☆Go！）
作詞 - 淺利進吾、渡邊夏美／作曲 - 淺利進吾／編曲 - h-wonder／歌 - 蘆田愛菜

## 配樂
| 收錄曲（標題）／作曲家 | 收錄曲（標題）／作曲家                        | 收錄曲（標題）／作曲家 |
| ---------------------- | --------------------------------------------- | ---------------------- |
| 01                     | 夢の魔法                                      | 前口涉                 |
| 02                     | タンス日和                                    | 前口涉                 |
| 03                     | JEWEL FLASH JINGLE                            | 前口涉                 |
| 04                     | ダンスレッスン真っ最中                        | 前口涉                 |
| 05                     | 行ってきま～す！                              | 前口涉                 |
| 06                     | スウィーツ・ワルツ                            | 前口涉                 |
| 07                     | スウィーツランド城                            | 前口涉                 |
| 08                     | マーナ姫登場                                  | 前口涉                 |
| 09                     | 習わしだからでは「イヤ！」です                | 前口涉                 |
| 10                     | でっかいバースデイケーキ                      | 前口涉                 |
| 11                     | 僕は公爵さま                                  | 前口涉                 |
| 12                     | 優雅にケーキカット                            | 前口涉                 |
| 13                     | 突然！ナゾペット                              | 前口涉                 |
| 14                     | スウィーツ作りならスウィーツペット            | 前口涉                 |
| 15                     | ブリュレって言えるかい？                      | 前口涉                 |
| 16                     | スウィーツペットとジュエルペット              | 前口涉                 |
| 17                     | マーナ姫とスウィーツペット                    | 前口涉                 |
| 18                     | 生クリームブリュッ！                          | 前口涉                 |
| 19                     | 笑っちゃったもっちー                          | 前口涉                 |
| 20                     | 食べちゃダメだよ                              | 前口涉                 |
| 21                     | スウィーツランド観光案内                      | 前口涉                 |
| 22                     | OH！なんてことだー！                          | 前口涉                 |
| 23                     | 魔法のほうきでひとっ飛び                      | 前口涉                 |
| 24                     | おみやげ集めちゃうよ                          | 前口涉                 |
| 25                     | 遊園地のテーマ                                | 前口涉                 |
| 26                     | スウィーツ食べ放題                            | 前口涉                 |
| 27                     | ルビーとパクくん                              | 前口涉                 |
| 28                     | ちょっと変だよキャンディータワー              | 前口涉                 |
| 29                     | でっかいチョコが落ちて来た                    | 前口涉                 |
| 30                     | 伝説のスウィーツペットグミミン                | 前口涉                 |
| 31                     | グミミン暴走                                  | 前口涉                 |
| 32                     | スウィーツフラッシュ！                        | 前口涉                 |
| 33                     | 僕、思い出したグミ                            | 前口涉                 |
| 34                     | グミミンはパクくんなんだよ                    | 前口涉                 |
| 35                     | ずっとずっとトモダチ（TVサイズ ～映画VER.～） | 前口涉                 |

## 奇幻魔法Melody 友和愛
『奇幻魔法Melody 友和愛』是『寶石寵物電影 甜品舞公主』同時上映的短篇動畫作品。

### 概要
『奇幻魔法Melody』系列電影的作品，故事與電視動畫是有關連的，登場角色是在夢之丘人間中登場的，My Melody、Kuromi（可羅米）和巴庫一起展開這個故事。此外，這系列和同時上映的『寶石寵物』是有關連的。

### 登場角色
- 美樂蒂

配音員：佐久間玲／台：黃珽筠／香港：梁少霞
- 酷洛米

配音員：日：竹內順子／台：龍顯蕙／香港：謝潔貞
- 巴庫

配音員：前田登／台：黃天佑／香港：伍秀霞

### 工作人員
- 原著 - Sanrio
- 監督 - 大久保政雄
- 劇本 - 山田隆司
- 監修 - 森脇真琴
- 動畫制作 - STUDIO COMET
- 發行商 - 東寶株式會社

## 映像Soft化
日本
2013年1月25日DVD專輯。
發售單位：We've
售買單位：東寶
- 映像特典 特報、預告篇。
- 初回限定特典｢密封｣。

台灣
2013年11月25日DVD專輯。
代理／發行：木棉花國際
音效：日語LPCM、國語DD2.0
字幕：隱藏式中文字幕
片長：76